# Сед'юське сільське поселення
Сед'юське сільське поселення (рос. Седъюское сельское поселение) — муніципальне утворення у складі Ухтинського міського округу Республіки Комі, Росія. Адміністративний центр — селище Сед'ю.

## Населення
Населення — 1016 осіб (2010; 1073 у 2002, 1233 у 1989).

## Склад
До складу поселення входять такі населені пункти:
| Населений пункт | Населення, осіб (1989) | Населення, осіб (2002) | Населення, осіб (2010) |
| --------------- | ---------------------- | ---------------------- | ---------------------- |
| Із'юр, селище   | 13                     | 5                      | 6                      |
| Сед'ю, селище   | 1220                   | 1068                   | 1010                   |